# ギルバート・デローム
ギルバート・デローム（Gilbert Delorme、1962年11月25日 - 、ケベック州ブーシャービル生まれ）は、カナダの元プロアイスホッケー選手で、NHLの5チームのディフェンダーだった。彼はモントリオール・カナディアンズ、セントでプレーた。ルイ・ブルース、ケベック・ノルディクス、デトロイト・レッド・ウィングス、ピッツバーグ・ペンギンズ。デロルムはケベック州ブーシェヴィルで生まれた。
デロルムは1981年のNHLエントリードラフトでモントリオールに第1ラウンド（全体18位）で指名された。彼はNHLで9シーズンを過ごした。
彼は1990-91シーズン全体を欠場し、1990年の夏のトレーニング中に自動車事故で負った足の骨折から回復した。ピッツバーグは1991年にカップを獲得したが、デロルムはシーズン全体を欠場したためにカップから取り残された。
ドロールは1991-92シーズンのマイナーで引退した。その後、彼はペンギンズのフロントオフィスのポジションを一時的に保持した後、IHLでのカムバックを試みた。彼はクリーブランド・ランバージャックスとマニトバ・ムースの間でアシスタントコーチとしてIHLで3シーズンを過ごした。彼はまた、ケベック・メジャー・ジュニア・ホッケー・リーグのモントリオール・ロケットで2シーズンを過ごし、その後1シーズンヘッドコーチを務めた。
彼と彼の妻は現在、モントリオールの南海岸にあるケベック州サン・バシル・ル・グランにティム・ホートンズのフランチャイズを所有している。

## 賞と業績
- QMJHLセカンドオールスターチーム（1981）

## キャリア統計
レギュラーシーズンとプレーオフ